# Josef Majer
Josef Majer (Vojkovice, 8 de junio de 1925 — Kladno, 14 de octubre de 2013) fue un futbolista internacional checoslovaco que jugó en la posición de delantero. 

## Biografía
Comienza su carrera en el Tescoma Zlín, club en el que jugaría hasta 1954. Conseguiría los títulos de pichichi de la Primera división checoslovaca en 1951 con 16 goles (los mismos que Alois Jaroš) y en 1953 con 13 goles.
En 1952, sería fichado por el SK Kladno, club con el que sería seleccionado por la selección de Checoslovaquia para disputar la Copa Mundial de Fútbol de 1954 en Suiza.

## Palmarés
- Pichichi del Primera División de Checoslovaquia (2) :

1951 (16 goles), 1953 (13 goles)